# Eugeniusz Grochal
Eugeniusz Franciszek Grochal (ur. 1 marca 1920 w Jaśle, zm. 19 czerwca 2011 w Nowym Sączu) – polski kolejarz, związkowiec i polityk, poseł na Sejm PRL IV, V, VI i VII kadencji. Prezes, a następnie honorowy prezes Polskiego Związku Wędkarskiego.

## Życiorys
Syn Franciszka i Anastazji. W okresie okupacji zatrudniony w Polskich Kolejach Państwowych w Tarnowie, po wyzwoleniu pracował na kolei w Lubaniu Śląskim. Absolwent Wydziału Inżynieryjno-Ekonomicznego Politechniki Szczecińskiej. Od 1950 udzielał się w aparacie związków zawodowych, od 1957 do 1971 pełniąc funkcję przewodniczącego Związku Zawodowego Pracowników Kolejowych PRL. Był szefem Federacji Sportowej „Kolejarz”. Od 1971 był wiceprzewodniczącym Centralnej Rady Związków Zawodowych.
Był członkiem Polskiej Partii Socjalistycznej (od 1946), następnie Polskiej Zjednoczonej Partii Robotniczej (od 1948). Zastępca członka Komitetu Centralnego (1959–1971), członek KC (1971–1980), członek Centralnej Komisji Rewizyjnej KC (1980–1981).
W latach 1965–1980 był posłem na Sejm PRL IV, V, VI i VII kadencji.
W okresie od 17 grudnia 1977 do 24 sierpnia 1980 był ministrem-członkiem Rady Ministrów, a następnie ministrem. W okresie tym był również przewodniczącym Państwowej Komisji Cen w rządach Piotra Jaroszewicza i Edwarda Babiucha i Edwarda Babiucha.
Był honorowym prezesem Polskiego Związku Wędkarskiego, którego członkiem został w 1953, a funkcję prezesa zarządu głównego pełnił w latach 1970–1981 i 1985–1989.
Zmarł 19 czerwca 2011 i 3 dni później został pochowany w Gołąbkowicach.

## Odznaczenia
- Order Sztandaru Pracy I klasy
- Order Sztandaru Pracy II klasy (1964)[4]
- Złoty Krzyż Zasługi
- Srebrny Krzyż Zasługi (1954)[5]
- Medal 10-lecia Polski Ludowej (1955)[6]
- Odznaka tytułu honorowego „Zasłużony Kolejarz Polskiej Rzeczypospolitej Ludowej”[7]
- Odznaka „Zasłużony Działacz Kultury Fizycznej” (1962)[8]
- Złota Odznaka honorowa „Za Zasługi dla Warszawy” (1975)[9]
- Odznaka „Za zasługi dla Kielecczyzny” (1971)[10]